# Elisabeth Siewert
Pour les articles homonymes, voir Siewert.
Elisabeth Siewert (née le 20 novembre 1867 à Budy (Lubichowo), arrondissement de Preußisch Stargard (de) - morte le 28 juin 1930 à Berlin) est une écrivaine allemande. Son œuvre aborde la culture de la Prusse-Occidentale, souvent de manière autobiographique. Son style est plutôt sec et cassant, surtout dans ses romans, mais il possède aussi certaines notes humoristiques.